# Buddy Greene

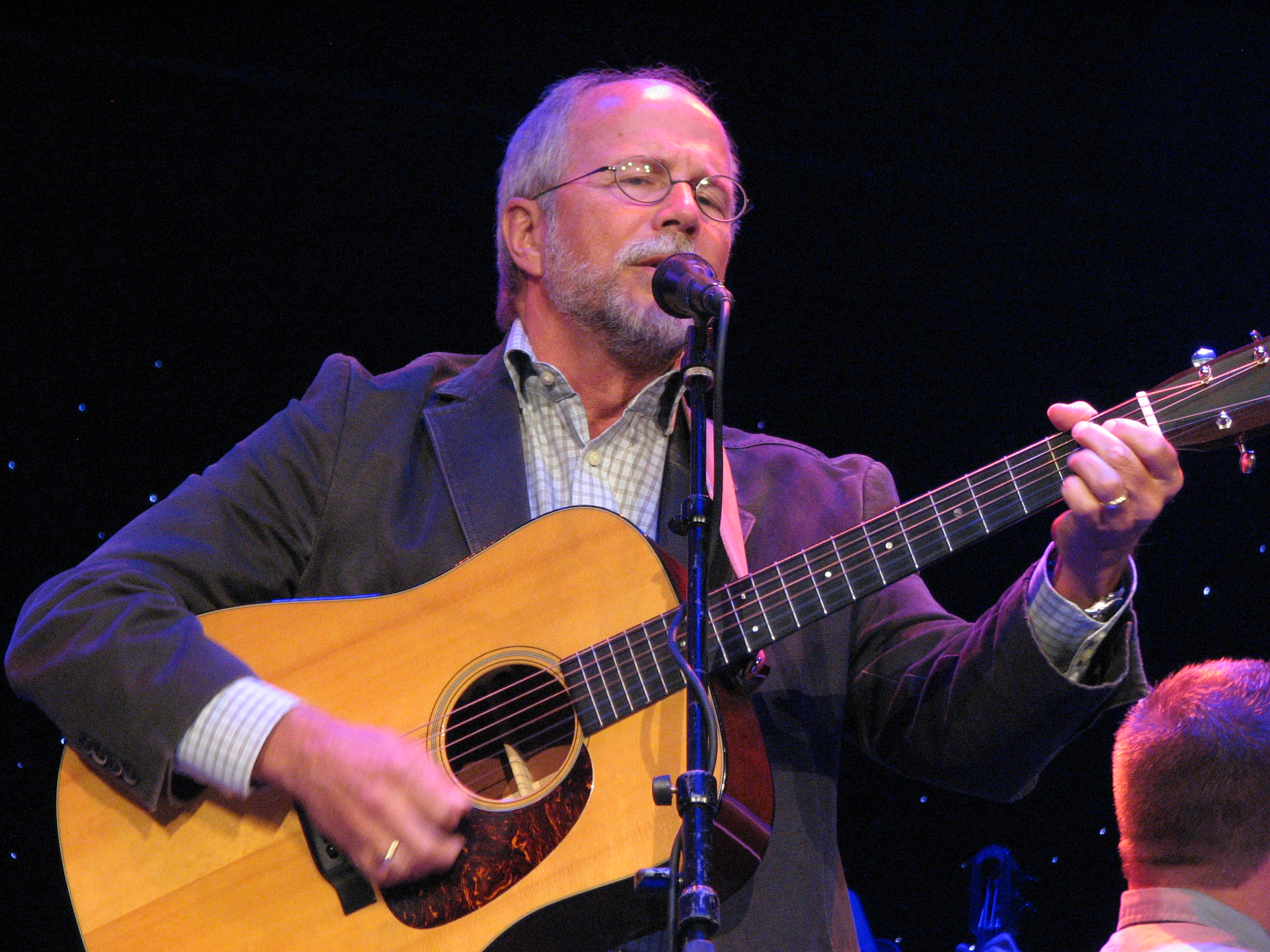
Buddy Greene, 2015

Buddy Greene (geboren am 30. Oktober 1953 in Macon (Georgia) als Lee Rufus Greene) ist ein amerikanischer und durch das Christentum geprägter Mundharmonikaspieler, Gitarrist und Singer-Songwriter.

## Werdegang
Die Website Harmonica.com veröffentlichte ein durch zahlreiche Videos und private Fotos ergänztes Exklusivinterview mit Greene, in dem er Auskunft über seinen persönlichen und beruflichen Werdegang gibt.
Was Greene in Kindertagen im Radio hörte, habe ihn begeistert. Er erinnere sich, wie er 1957 im Alter von vier Jahren den Jailhouse Rock von Elvis Presley gesungen habe. Er singe, seit er denken könne. Seine vier Jahre ältere Schwester habe eine Ukulele gehabt und ihm beigebracht, damit zu spielen. Es sei, weil er noch so klein war, ein geeignetes Instrument für ihn gewesen. Mit 10 Jahren bekam er selbst eine Ukulele – sein erstes eigenes Instrument. Ein Jahr später habe er begonnen, Gitarre zu spielen. Auch Geige würde er gern spielen, doch dafür fehle ihm die Geduld.
Im Jahr 1964 kamen die Beatles nach Amerika, die Greene im Fernsehen bei ihrem Auftritt in der Ed Sullivan Show sah. Das habe sein Leben verändert. Als Schüler der High School gründete er mit Freunden aus der Nachbarschaft unter dem Namen Buddy’s Buddies eine eigene Band. Weil sie alle Songs der Beatles coverten, wurden sie im Ort The Flying Beatles genannt. Als er zum College ging, löste sich die Band auf. Seine frühen Anfänge bebildert Greene auf seiner Website mit Fotos aus Kindertagen.
Die Eltern hätten Greene sehr unterstützt und ihm gern zugeschaut, auch wenn sie nicht aus der Welt der Musik kamen und der Vater es an sich lieber gesehen hätte, wenn der Sohn in sein Geschäft eingestiegen wäre. Doch habe er ihm nicht im Weg stehen wollen. Gesegnet sei ein Mann („blessed man“), so der Vater, wenn er in seinem Job Freude empfinde. Die Mutter habe sich eher Sorgen gemacht, ob er von der Musik würde leben können.

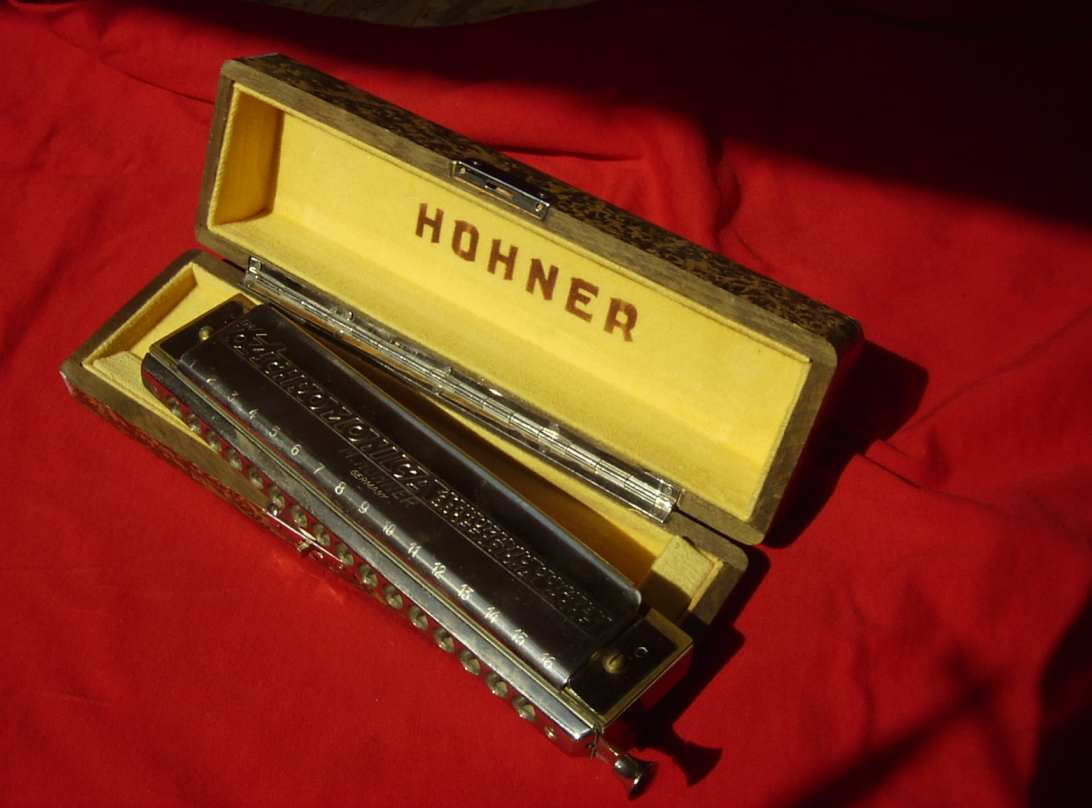
Chromatische Mundharmonika

Als er mit der Mundharmonika anfing, habe ihn das Instrument begeistert, auch, weil er es überall mitnehmen konnte. Das Mundharmonikaspiel sei zu einer Besessenheit („obsession“) geworden, einer Art Visitenkarte, die ihn in Macon als Mundharmonikaspieler bekannt gemacht habe. Allerdings, so Greene, habe es in dem kleinen Ort nicht viel Konkurrenz gegeben. Angefangen habe er mit der Mundharmonika, als er auf dem College war, etwa im Alter von 20 Jahren. Als er damals in seinem Job als Lieferfahrer einen Lkw ohne Radio bekam, habe er begonnen eine Mundharmonika mitzunehmen und auf seiner Route zu üben. Später wurde er Endorser bei Hohner, wodurch seine Kritik an Mundharmonikas und seine Verbesserungsvorschläge Eingang in deren Produktion fand. Greene begleitete mit seiner Mundharmonika zahlreiche Künstlerfreunde wie beispielsweise das Männerquartett Gaither Vocal Band des Gospelsängers Bill Gaither.
Im Jahr 1980 begegnete Greene seiner späteren Ehefrau Vicki, die er 1983 heiratete. Im selben Jahr hatte er seinen ersten Durchbruch, nachdem er Aufnahme in die Band von Jerry Reed fand, mit dem er bis 1987 zusammenarbeitete. Gemeinsam mit ihm hatte er erste Fernsehauftritte und ging mit ihm auf Tourneen. Unter seinem Einfluss habe Greene viel gelernt.
In den vier Jahren, die er in der Band von Reed auftrat, wurde er Rufus genannt, weil es in der Band bereits einen Buddy gab und der Name Buddy für Greene nur ein Spitzname war. Fünfzehn Jahre später nannte er ein Album Rufus, das seinen bisherigen musikalischen Weg nachzeichnen sollte. Das Album landete in der Chicago Tribune unter den Top 10 der Bluegrass-Aufnahmen des Jahres 2002. Bei Reed mitspielen zu dürfen, habe Greene wie eine Art Ausbildung erlebt.
Danach zog er weiter zu Bill Gaither, der ihn einlud, an einer „concert road show“ teilzunehmen. Zur selben Zeit fand er zum christlichen Glauben, las die Bibel und begann, darüber Songs zu schreiben. Fünf Jahre ging er mit Gaither auf Tournee.
Im Jahr 1984 zog Greene mit seiner Frau nach Nashville. Im Jahr 1988 wurde seine erste und 1993 seine zweite Tochter geboren. Nach wie vor ist er mit seiner Frau Vicki verheiratet, sie leben inzwischen in Brentwood (Tennessee).

## Künstlerisches Schaffen
Greenes Werk ist geprägt durch verschiedene Genres. Beeinflusst ist es insbesondere durch Country-Musik und Bluegrass. Auch Folk und Gospels finden sich in seinem Repertoire. Für das bekannte und von Mark Lowry getextete Weihnachtslied Mary, Did You Know? schrieb er die Musik.
In den 1960ern habe er zusammen mit Peter, Paul and Mary, dem Kingston Trio und Joan Baez gesungen. Greene entdeckte die Musik von Charlie McCoy und sei beeindruckt gewesen, weil sein Repertoire eine so große Bandbreite an Musikstilen bereithielt. Insofern sei McCoy eines seiner Vorbilder gewesen. Greene bezeichnete ihn als einen Schnellspieler und diese Art zu spielen habe ihn beflügelt. 1980 traf er ihn erstmals persönlich. Auch der Kirchenmusiker Cliff Barrows habe ihn beeinflusst, dem er in den späten 1980ern begegnet sei.
Seine erste Soloaufnahme veröffentlichte Greene im Jahr 1986 mit Gospelmusik. Im selben Jahr hatte er seinen ersten Auftritt als christlicher Künstler. In dieser Zeit begann er mit Gloria und Bill Gaither auf Tournee zu gehen. Sein zweites Album Praise Harmonica mit Instrumentalmusik veröffentlichte er 1987.
Zu den prägenden Ereignissen gehört eine Veranstaltung Anfang der 1990er Jahre, als Greene an einer Billy Graham Crusade im New Yorker Central Park teilnahm und vor einer viertel Million Zuschauern auftrat. Organisiert wurden diese, als Kreuzzug bezeichneten Veranstaltungen von Billy Graham, einem prominenten Baptisten, der zwischen 1947 und 2005 als Evangelist in zahlreichen Ländern zu seinen Evangelisationen einlud.
Im Jahr 1995 tat sich Greene mit dem Dobro-Instrumentalisten Jerry Douglas zusammen. Mit ihm produzierte er Minstrel of the Lord und schrieb dabei neun der elf Lieder teilweise allein. Die Lieder dieses Albums dienen als Gleichnisse und erzählen Geschichten aus dem Evangelium.
Im Jahr 2001, einige Monate nach 9/11 gab William J. "Bill" Gaither in der Carnegie Hall ein Konzert, zu dem er neben verschiedenen anderen Künstlern auch Greene eingeladen hatte. Für den Auftritt von Greene hielt Gaither, wie zuvor abgesprochen, das Mikrofon und begleitete ihn durch seinen Auftritt. Das Video wurde auf YouTube hinterlegt und ging viral. Zu dieser Zeit galt Greene bereits als Mundharmonika-Legende und trat mit einem sogenannten Medley auf, bei dem er Ausschnitte aus populären Werken der klassischen Musik mit einer diatonischen Mundharmonika interpretierte – honoriert mit standig ovations. Bei diesem Auftritt präsentierte er Ausschnitte aus Jesus bleibet meine Freude von Bach (BWV 147), aus der Sonata facile von Mozart (KV 545) und dem Finale der Oper Wilhelm Tell von Rossini.
Craig Ferguson hatte das Video gesehen und lud Greene und Jeff Taylor in seine Show ein. Sein Auftritt in der Late Late Show mit Craig Ferguson habe ihm bizarre Erfahrungen („bizarre experiences“) beschert.
Von Doc Watson wurde Greene 2003 zum MerleFest, einem populären Musik Festival, eingeladen. Das Festival wurde 1988 von Watson zum Gedenken an seinen verstorbenen Sohn Eddy Merle Watson gegründet und findet jährlich in Wilkesboro (North Carolina) auf dem Campus des Wilkes Community College statt. Es hat sich über die Jahre zum größten Festival für Folk- und Bluegrassmusik in den Vereinigten Staaten entwickelt.
Zu dem Album A Few More Years, das 2009 erschien, sagte Greene, diese Sammlung habe ihm geholfen, die schwierige Zeit zu ertragen, in der sein Vater starb und seine Mutter an Alzheimer erkrankte.
Zum St. Patrick’s Day 2014 trafen sich Jeff Taylor, Buddy Greene und Jeff Houseknecht in der Laity Lodge im Texas Hill Country und präsentierten dort in den Bergen ein irisches Medley. Daraus entstand ein kleiner Film, den die Lodge auf ihrer Website präsentiert.
Im Jahr 2020 setzte sich Greene weitgehend zur Ruhe. Gelegentlich hat er noch einige kleine Auftritte wie beispielsweise im Jahr 2021 in der Tokens Show in Nashville, beim Jahrestreffen der Mitglieder vom Telemachus Network, einem Projekt zur Förderung intergenerationaler Freundschaften in Florida oder im Mt Hermon Camp in Kalifornien. Auch 2023 gab es gelegentlich Auftritte, die er jeweils auf seiner Website ankündigt.

## Diskografie (Auswahl)
Laut Discogs weist die Diskografie von Greene Alben, Singles, EPs und Kompilationen auf.
- 1988: Slice of Life
- 1989: Praise You, Lord (Debüt-Album)
- 1992: Buddy Greene & Friends Live
- 1994: Sojourner's Song
- 1994: Grace for the Moment
- 1995: Minstrel of the Lord

Auf seiner Website stellt Greene Hörproben bereit:
- 1987: Praise Harmonica
- 1996: Simple Praise
- 1998: Christmas. Not Just Any Night
- 2000: Re: Sinners & Saints
- 2003: Pilgrimage. A collection of favorites
- 2005: Hymns & Prayer Songs
- 2007: Rufus
- 2007: Happy Man
- 2009: A Few More Years
- 2011: Harmonica Anthology
- 2013: December's Song
- 2016: Someday
- 2017: Looking Back

## Auszeichnungen/Ehrungen
- 1991 GMA Dove Award für das beste Country Album[19]
- Neun Nominierungen für den Dove Award[7]